# Ataques contra as forças militares estadunidenses no Iraque e na Síria
Os ataques contra as forças militares estadunidenses no Iraque e na Síria começaram a partir de 17 de outubro de 2023 quando milícias apoiadas pelo Irã iniciaram uma série coordenada de mais de 115 ataques contra instalações e recursos militares dos Estados Unidos na Síria e no Iraque. Esses ataques resultaram em ferimentos em dezenas de militares estadunidenses. Em retaliação, os Estados Unidos lançaram vários contra-ataques, resultando na morte de mais de 30 militantes, incluindo um alto comandante do Movimento Nujaba, Mushtaq Talib al-Saidi.

## Ataques

### Base aérea de Al-Asad
Em 18 de outubro de 2023, em meio à Guerra Israel-Hamas, militantes iraquianos lançaram um ataque de drones à base aérea de Al Asad, uma instalação estadunidense no norte do Iraque. O ataque aéreo foi interceptado. No dia seguinte, um alarme falso na base aérea causou a morte de um empreiteiro civil por parada cardíaca. Em 20 de outubro, os Estados Unidos ordenaram que todo o pessoal não emergencial deixasse a sua embaixada em Bagdá e o consulado em Erbil. Em 20 de Novembro, oito soldados dos Estados Unidos e da coalizão ficaram feridos num ataque com mísseis balísticos, e houve pequenos danos infra-estruturais depois de a base aérea ter sido atacada.

### Guarnição de Al-Tanf
Em 18 de outubro de 2023, um ataque de drone  à guarnição de al-Tanf resultou em mais de 20 feridos. Em 1 de novembro, um pequeno ataque de drone foi relatado na guarnição.

### Base aérea de Al-Harir
Em 8 de novembro de 2023, um drone armado teve como alvo a base aérea de al-Harir que hospedava as forças estadunidenses no norte do Iraque. Em 25 de dezembro de 2023, a Resistência Islâmica no Iraque assumiu a responsabilidade por um ataque de drone à base que feriu três soldados norte-americanos, sendo um deles em estado crítico.

### Outros ataques
Em 24 de Outubro de 2023, as milícias iraquianas assumiram a responsabilidade por vários ataques de drones em instalações estadunidenses no leste da Síria, nomeadamente no campo petrolífero de al-Omar na província de Deir ez-Zor e al-Shaddadi na província de Al-Hasakah. Em 9 de Novembro, as forças estadunidenses foram atacadas três vezes em 24 horas, incluindo ataques de drones na Base Aérea de Al-Asad e na Base Aérea de Al-Harir, bem como um ataque de artefato explosivo improvisado a uma patrulha perto da Barragem de Mosul.
Em 31 de dezembro de 2023, milícias iraquianas atacaram uma base usada pelos Peshmerga.
Em 10 de janeiro de 2024, a Resistência Islâmica do Iraque assumiu a responsabilidade por um ataque à base de Hemo, no norte da província de Hasakah. Como resultado deste ataque, os Estados Unidos retiraram-se da base, evacuando 350 soldados e realocando-os para a base de Tal Baidar. A base de Tal Baidar foi anteriormente alvo da Resistência Islâmica no Iraque em Novembro de 2023.
Em 18 de janeiro de 2024, a Resistência Islâmica do Iraque abateu um drone estadunidense MQ-9 Reaper depois que ele decolou do Kuwait, perto de Muqdadiyah, província de Diyala.

## Resposta dos Estados Unidos
Em 27 de outubro, as forças armadas dos Estados Unidos responderam aos ataques aéreos bombardeando instalações de armazenamento de armas e munições em Abu Kamal, na Síria, com caças F-16. Afirmaram ainda que um total de 16 ataques aéreos militares foram conduzidos por grupos apoiados pelo Irã; 12 no Iraque e 4 na Síria.
Em 8 de Novembro, o Departamento de Defesa dos Estados Unidos anunciou que tinha realizado ataques contra o Corpo da Guarda Revolucionária Islâmica e alvos vinculados ao mesmo em Deir ez-Zor. De acordo com o Observatório Sírio para os Direitos Humanos, 9 trabalhadores nas instalações foram mortos nos ataques.
Em 12 de novembro, o Departamento de Defesa dos Estados Unidos  e o Comando Central anunciaram ataques aéreos adicionais contra grupos afiliados ao Corpo da Guarda Revolucionária Islâmica em resposta aos contínuos ataques aéreos contra as forças estadunidenses na região. Os ataques tiveram como alvo um esconderijo e uma área de treino utilizada pelas milícias em Mayadin e Abu Kamal e resultaram na morte de 8 milicianos.
Em 21 de novembro, uma aeronave de combate AC-130 da Força Aérea dos Estados Unidos retaliou contra um veículo do Kata'ib Hezbollah perto de Abu Gharib, em resposta ao ataque com mísseis da Resistência Islâmica no Iraque em 20 de novembro contra as forças estadunidenses na Base Aérea de Ain al Assad. De acordo com avaliações dos Estados Unidos, vários combatentes foram mortos no ataque. No dia seguinte, caças dos Estados Unidos realizaram ataques aéreos nas instalações do Hezbollah Kata'ib no Iraque, matando mais de oito combatentes.
Em 4 de dezembro, um ataque aéreo dos Estados Unidos perto de Kirkuk matou cinco militantes iraquianos enquanto tentavam disparar projéteis explosivos contra as forças estadunidenses. Foram identificados como membros de uma milícia apoiada pelo Irã. A Resistência Islâmica no Iraque alegou que as cinco pessoas mortas eram seus membros e prometeu retaliação contra os Estados Unidos.
Em 26 de Dezembro, os Estados Unidos conduziram um ataque aéreo a uma base das Forças de Mobilização Popular em Hillah, que matou um soldado e feriu outros 20, sendo pelo menos 12 membros do Ministério do Interior.
Em 4 de Janeiro, os Estados Unidos realizaram um ataque com drones ao quartel-general do Harakat Al-Nujaba em Bagdá, tendo como alvo específico Mushtaq Talib al-Saidi, um alto líder do Harakat al-Nujaba considerado responsável por orquestrar ataques contra as forças estadunidenses.  O ataque resultou na morte de quatro pessoas, incluindo al-Saidi, e deixou outras seis feridas. De acordo com fontes da milícia iraquiana e relatórios policiais, o ataque envolveu dois foguetes disparados de um drone, que atingiu um veículo dentro da sede.

## Resposta do governo iraquiano
Em 5 de janeiro de 2024, o primeiro-ministro do Iraque, Mohammed Shia' Al Sudani, anunciou que o governo iraquiano iniciaria um processo para a remoção da coalizão militar internacional liderada pelos EUA após o ataque de drones estadunidense em Bagdá, que assassinou Mushtaq Talib al-Saidi. 